# Пал Абрахам
Пал (Пол) Абрахам (угор. Ábrahám Pál, англ. Paul Abraham; 2 листопада 1892 — 6 травня 1960) — угорський композитор, творець декількох популярних оперет.

## Біографія
Пал Абрахам навчався в Королівській Угорській академії музики з 1910-го по 1916-ий рік. Пробував себе в різних «серйозних» жанрах, включаючи духовну музику, але ці його твори залишилися непоміченими.
1927: капельмейстер в Будапештському театрі оперети.
1928: починає складати власні оперети. Перший успіх приносить «Вікторія та її гусар» (1930). Наступні за нею оперети «Квітка Гаваїв» (1931) та «Бал в „Савої“» (1932) приносять міжнародну популярність.
Пал Абрахам також писав музику до багатьох угорських і німецьких фільмів, як тільки з'явилося звукове кіно (1929).
На початку 1930-х років він живе в Берліні, але після приходу до влади нацистів залишає Німеччину. Подібно багатьом композиторам єврейського походження, спочатку він їде в Відень, потім — в Париж і, нарешті, за океан — спочатку на Кубу, а під кінець війни — до Нью-Йорк.
1956 року Пал Абрахам повернувся до Німеччини, але вже важко хворим. Через 4 роки він помер на операційному столі.

## Творчість

### Оперети
- Zenebona (1928), в співавторстві
- Der Gatte des Fräuleins (1928)
- Es Geschehen noch Wunder (1929)
- Вікторія та її гусар (Viktoria und ihr Husar, 1930)
- Квіти з Гаваїв (Die Blume von Hawaii, 1931)
- Бал у Савої (Ball im Savoy, 1932)
- Märchen im Grand-Hotel (1934)
- Viki (1935)
- Dschainach, das Mädchen aus dem Tanzhaus (1935)
- Roxy und ihr Wunderteam (1936)
- Юлія (Julia, 1937)
- Білий лебідь (Der weisse Schwan, 1938)

### Фільмографія
- Viktoria und ihr Husar (1931, Німеччина).
- Die Blume von Hawai (1932/33, Німеччина).
- Ball im Savoy (1934, Австрія), з Гіттою Альпар (Gitta Alpar).
- Мелодии одной оперетты (1978, Советское телевидение), за оперетою «Бал у Савої».
- Бал у Савої (1985, СРСР, Таллінфільм).
- Paul Abraham на сайті IMDb (англ.)